# Chiesa di Santa Maria Domenica Mazzarello
La chiesa di Santa Maria Domenica Mazzarello è una chiesa di Roma, nel quartiere Don Bosco, in piazza Salvatore Galgano.

## Storia
La chiesa è sede parrocchiale, istituita dal cardinale vicario Ugo Poletti il 15 marzo 1982 con il decreto Le sollecitudini pastorali e fu affidata al clero della diocesi di Roma.
La chiesa è stata terminata nel 1997: nel corso di quell'anno è stata consacrata dal cardinale Camillo Ruini, il 1º marzo, e ha ricevuto la visita di papa Giovanni Paolo II, il 14 dicembre.
Alla chiesa è legato il titolo cardinalizio di "Santa Maria Domenica Mazzarello", istituito da Giovanni Paolo II nel 2001.
Nel 2000 viene assegnata al clero secolare della diocesi di Lodi per poi essere riconsegnata, dal 1º settembre 2012, alla cura pastorale del clero romano.

## Descrizione

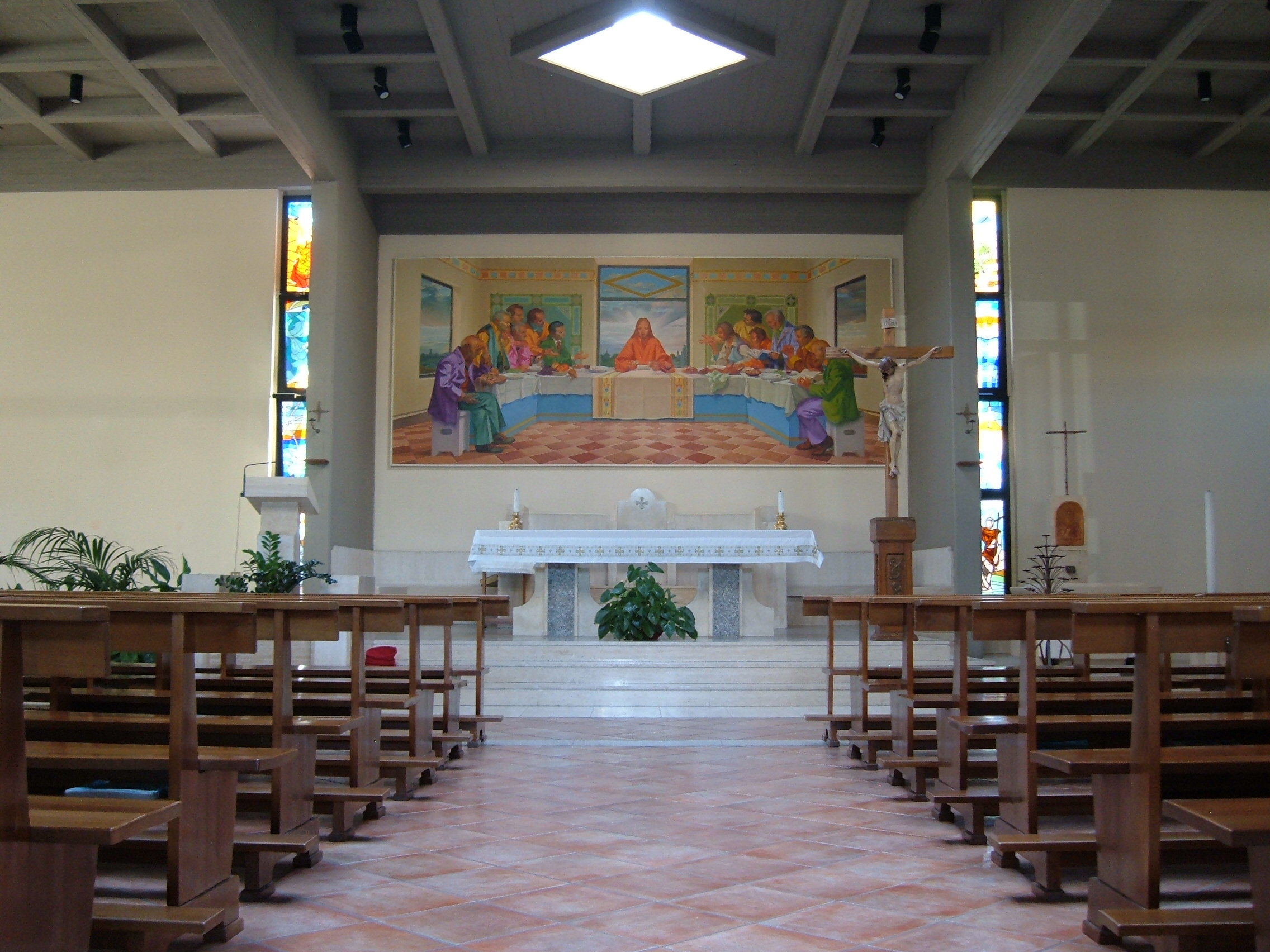
Interno

Esternamente la chiesa si presenta come un basso edificio in cemento armato a vista, preceduto da un portico ed affiancato da una torre campanaria, sotto la quale è posta la statua della santa titolare, Maria Domenica Mazzarello. Sopra l'entrata vi è la scritta che ricorda la data di consacrazione della chiesa ed il nome della santa.
L'interno dell'edificio è rappresentato da una grande aula. Il presbiterio è dominato da un affresco raffigurante, in termini moderni, l'Ultima cena, che ricalca temi leonardeschi: gli apostoli che fanno da corona a Gesù hanno le sembianze di gente di oggi, alcuni vestiti in modo trasandato, altri con giacca e cravatta. L'altare è affiancato da un Crocifisso infisso in una colonna di legno. Sulla destra dell'altare è posto il fonte battesimale, mentre sulla sinistra l'ambone marmoreo. In fondo alla chiesa si trovano una grande tela moderna raffigurante la santa titolare, fondatrice delle Figlie di Maria Ausiliatrice, ed un affresco di Gian Piero Defendini del 1998 raffigurante l'Incontro di Gesù con gli apostoli Pietro e Andrea. La chiesa inoltre è abbellita da vetrate artistiche policrome.